# Desaiganj
Desaiganj es una ciudad y  municipio situada en el distrito de Gadchiroli en el estado de Maharashtra (India). Su población es de 28781 habitantes (2011). Se encuentra a orillas del río Wainganga.

## Demografía
Según el censo de 2011 la población de Desaiganj era de 28781 habitantes, de los cuales 14388 eran hombres y 14393 eran mujeres. Desaiganj tiene una tasa media de alfabetización del 88,38%, superior a la media estatal del 82,34%: la alfabetización masculina es del 93,58%, y la alfabetización femenina del 83,22%.